# Peter Hauk

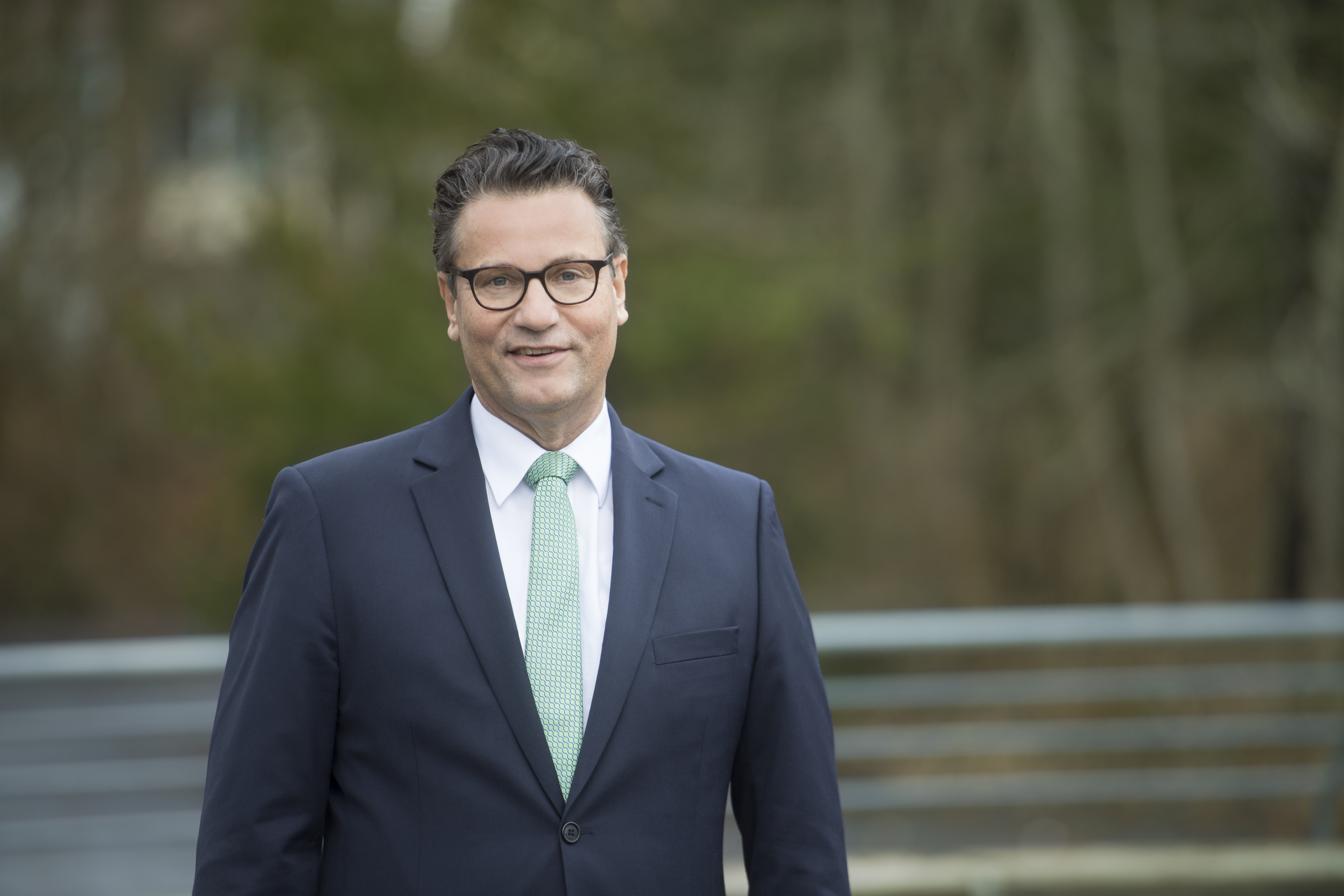
Peter Hauk (2017)

Peter Hauk (* 24. Dezember 1960 in Walldürn) ist ein deutscher Politiker (CDU). Er ist seit 1992 Mitglied im Landtag von Baden-Württemberg und war dort von 2010 bis 2015 Fraktionsvorsitzender der CDU, davon ab 2011 als Oppositionsführer. Wie bereits zuvor von 2005 bis 2010 ist er seit 2016 erneut baden-württembergischer Minister für Ernährung, Ländlichen Raum und Verbraucherschutz.

## Ausbildung und Beruf
Peter Hauk wuchs in Rippberg im Odenwald auf und absolvierte 1980 sein Abitur am Karl-Ernst-Gymnasium Amorbach. Nach dem Grundwehrdienst bei den Panzergrenadieren in Munster und Walldürn studierte er Forstwissenschaften an der Albert-Ludwigs-Universität Freiburg und schloss als Diplom-Forstwirt ab.
Danach war er wissenschaftlicher Mitarbeiter bei der Forstlichen Versuchs- und Forschungsanstalt Freiburg im Bereich Landespflege. Nach dem Referendariat bei der Landesforstverwaltung Baden-Württemberg in Gundelsheim, Stuttgart und Künzelsau legte er 1989 die Große Forstliche Staatsprüfung ab. In den Jahren 1989 bis 1991 war er als Forsteinrichter bei der Forstdirektion Freiburg in Lahr und Staufen tätig. Bis 1999 war Hauk stellvertretender Leiter des Forstamtes Schöntal (Jagst). Von 1999 bis 2001 war er Projektleiter bei der Forstlichen Versuchs- und Forschungsanstalt Baden-Württemberg und von 2001 bis 2005 Leiter des Forstamtes Adelsheim. Er engagierte sich zudem als Vorsitzender der Arbeitsgemeinschaft Ländliche Erwachsenenbildung Baden-Württemberg (ALEB).

## Politische Tätigkeit

### Partei

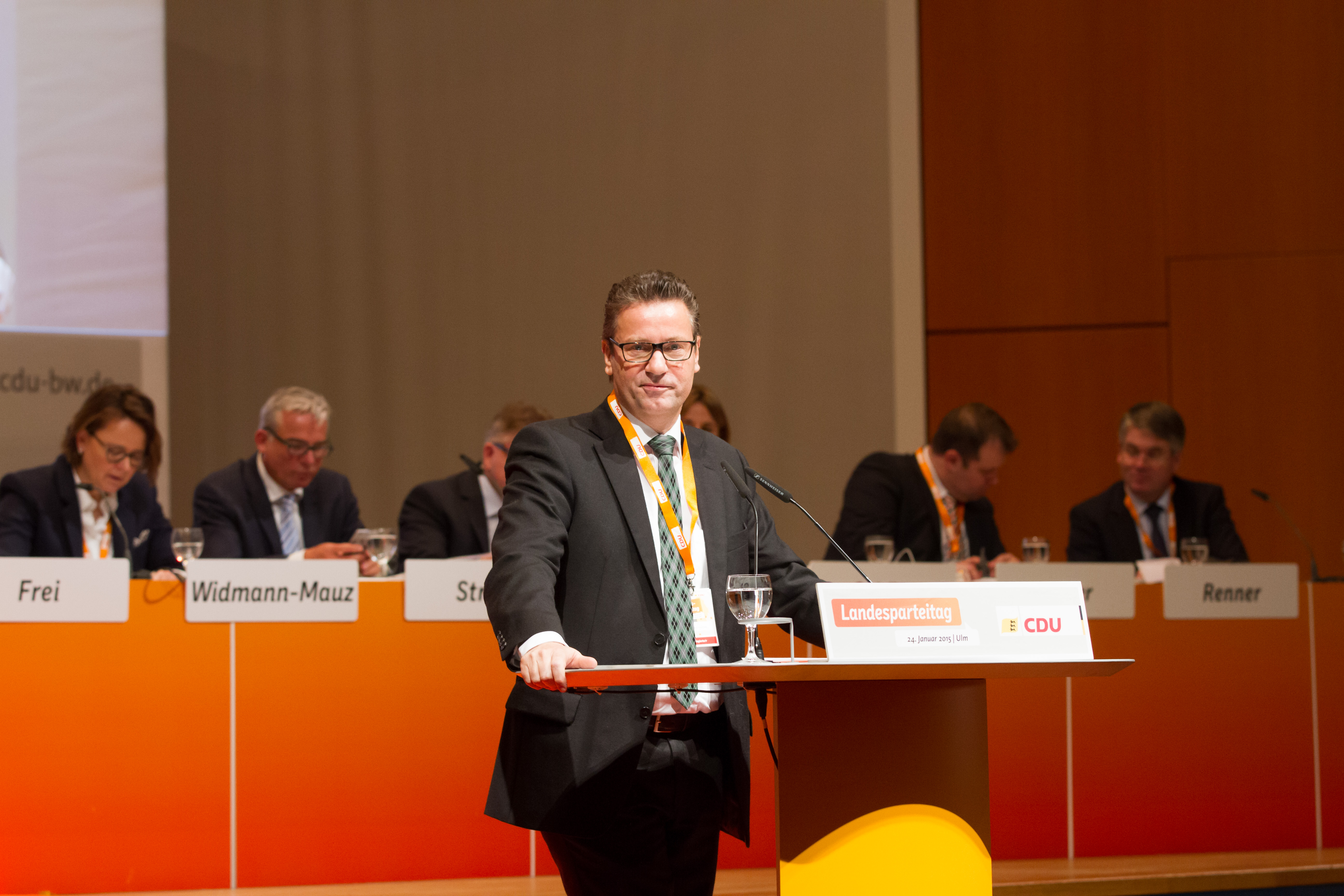
Hauk auf dem Landesparteitag der CDU Baden-Württemberg 2015

Früh wirkte Hauk auch in politischen Aktivitäten als Vorsitzender der JU Walldürn 1985 bis 1989, Kreisvorsitzender der JU Neckar-Odenwald-Kreis 1987 bis 1995 und 1987 bis 1991 als Mitglied im JU-Bezirksvorstand. Peter Hauk ist Mitglied im Vorstand der CDU Neckar-Odenwald-Kreis und der CDU Nordbaden und wurde 1993 stellvertretender Bezirksvorsitzender der CDU Nordbaden. Von 2013 bis 2021 war er Vorsitzender der CDU Nordbaden und ist seit 2021 deren Ehrenvorsitzender. Bei der Wahl 2013 setzte er sich mit mehr als 75 % der Stimmen gegen Brigitte Schäuble, Bürgermeisterin von Gaggenau und Witwe von Thomas Schäuble, durch.
1984 bis 1988 engagierte er sich im Ortschaftsrat in Rippberg, von 1999 bis 2004 im Kreistag. Seit 2010 ist er Mitglied im Landesvorstand der CDU Baden-Württemberg.

### Landtag und Landesregierung
Peter Hauk ist seit 1992 Mitglied des Landtags von Baden-Württemberg. Nach der Landtagswahl 1996 wurde Peter Hauk Vorsitzender des Arbeitskreises Ländlicher Raum und Landwirtschaft der CDU-Fraktion. 1998 wurde er stellvertretender Fraktionsvorsitzender mit den Geschäftsbereichen Umwelt/Verkehr und Ländlicher Raum/Landwirtschaft. Gleichzeitig hatte er die Funktion als parlamentarischer Geschäftsführer der CDU-Fraktion im Landtag von Baden-Württemberg inne.
Hauk zog seit 1992 stets über das Direktmandat im Wahlkreis 38 Neckar-Odenwald in den Landtag ein. Bei der Landtagswahl 2011 erreichte er hier 48,4 Prozent der Stimmen, beinahe zehn Prozentpunkte über dem Landesdurchschnitt.
Nachdem Günther Oettinger 2005 den Vorsitz der CDU-Landtagsfraktion aufgegeben hatte, um Ministerpräsident zu werden, bewarb sich Hauk als Oettingers Wunschkandidat um dessen Nachfolge, unterlag aber in einer Kampfabstimmung Stefan Mappus.
Daraufhin wurde Peter Hauk von April 2005 bis Februar 2010 Minister für Ernährung und Ländlichen Raum Baden-Württemberg im Kabinett Kabinett Oettinger I und nach der Landtagswahl 2006 auch im Kabinett Oettinger II.
Nachdem Mappus im Februar 2010 Ministerpräsident geworden war, wurde Hauk am 10. Februar 2010 mit 43 von 69 Stimmen der CDU-Abgeordneten zum Vorsitzenden der CDU-Fraktion im Landtag Baden-Württemberg gewählt. Nach der Landtagswahl 2011 wurde Hauk in diesem Amt bestätigt und übernahm durch den Regierungswechsel die Rolle des Oppositionsführers. Im Zuge der Ernennung des bisherigen Landtagspräsidenten Guido Wolf zum CDU-Spitzenkandidaten für die kommende Landtagswahl 2016 wurde dieser im Januar 2015 anstelle von Hauk zum Vorsitzenden der Landtagsfraktion gewählt.
Nach der Bildung einer Regierungskoalition aus Grünen und CDU ist Hauk seit Mai 2016 erneut Minister für Ländlichen Raum und Verbraucherschutz in Baden-Württemberg, zunächst im Kabinett Kretschmann II. Im Mai 2021 wurde sein Ministerium nach der Übernahme ins Kabinett Kretschmann III in Ministerium für Ernährung, Ländlichen Raum und Verbraucherschutz umbenannt.

## Politische Positionen, Kontroversen und Kritik
Während seiner Amtszeit als Vorsitzender der Landtagsfraktion brachte Hauk im Mai 2014 den Vorschlag auf, dass die CDU auch künftig mit der AfD koalieren könnte, wovon er sich anschließend nach massiver innerparteilicher Kritik wieder distanzierte.
Nach der Vorstellung des Pestizidreports vom Naturschutzbund (Nabu) im März 2018 entgegnete Hauk auf die Reporterfrage „ob es nicht verständlich sei, dass die Bevölkerung wissen möchte wie viel Gift ausgebracht wird?“ mit der Antwort „Ja, aber das geht die Bevölkerung zunächst erstmal nichts an.“ Im weiteren Verlauf der Antwort verwies er auf die Verfügungsgewalt des Landwirtes und dass dieser niemandem Rechenschaft schuldig sei. Einige Tage später entschuldigte er sich für seine Aussage mit der Begründung, zu emotional reagiert zu haben.
Im September 2020 wurde bekannt, dass Hauk dafür gesorgt hatte, dass gegen den Schlachthof in Gärtringen kein Zwangsgeld festgesetzt wurde. Der Tierschutzverein Soko Tierschutz, der im September Bildmaterial von Tierquälerei aus dem Schlachthof Gärtringen veröffentlicht hatte, zeigte ihn daraufhin wegen Beihilfe zur Tierquälerei an. Der Schlachthof Gärtringen wurde geschlossen und soll nach den notwendigen Umbauten ein Standort für die praxisnahe Lehre in den Tierwissenschaften und in der Forschung sein, gemeinsam mit der Universität Hohenheim.
Nachdem Soko Tierschutz im November 2020 Bildmaterial aus einem Schlachthof in Biberach an der Riß veröffentlichte, sprach die SPD von einem erneuten Tiefschlag in Sachen Tierschutz und forderte den Rücktritt des Ministers. Der Schlachthof Biberach wurde vorläufig geschlossen.

## Weitere Ämter
Bis Ende 2007 war Peter Hauk Mitglied im Verwaltungsrat der Landwirtschaftlichen Rentenbank. Er ist Vorsitzender des Stiftungsrats der Landesbank Baden-Württemberg, Mitglied des Aufsichtsrats der Baden-Württembergischen Bank und Mitglied des Beirats der L-Bank.

## Familie und Privates
Peter Hauk hat drei Kinder und wohnt in Adelsheim. Zwei erwachsene Kinder stammen aus der Ehe mit Eva-Maria Hauk. Seit Juli 2016 ist er in dritter Ehe mit der Rheinstettener CDU-Vorsitzenden Julia Kühn verheiratet. Er ist seit 1981 Mitglied der katholischen Studentenverbindung K.D.St.V. Wildenstein Freiburg im Breisgau im CV und ehrenamtlicher Organist im Osterburkener Teilort Hemsbach. Zudem ist er Mitglied des Stiftungsrats der Stiftung Entwicklungs-Zusammenarbeit Baden-Württemberg sowie Vorsitzender des Fördervereins St. Mauritius Osterburken-Hemsbach.